# 무 (하평)
무(武, ? ~ ?)는 전한 후기의 관료이다. '무'는 이름자로, 성씨는 알려져 있지 않다.

## 행적
하평 3년(기원전 26), 광록대부(光祿大夫)였던 무는 좌풍익에 임명되었다.

## 출전
- 반고, 《한서》권19하 백관공경표(百官公卿表) 下

| 전임 한훈 | 전한의 좌풍익 기원전 26년 ~ 기원전 24년? | 후임 설선 |